# 파비안 알라르콘

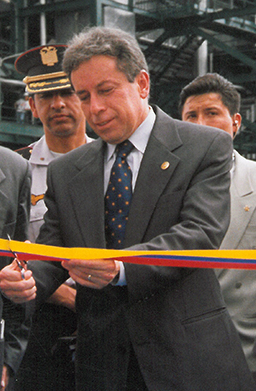

파비안 에르네스토 알라르콘 리베라(스페인어: Fabián Ernesto Alarcón Rivera, 1947년 4월 14일 ~ )는 에콰도르의 정치인으로 1997년 2월 6일부터 9일까지, 2월 11일부터 8월 10일까지 대통령을 지냈다.
키토에서 태어났으며, 1991년부터 1992년까지, 1995년 8월부터 1997년 2월까지 국회의장을 지냈다. 국회의장 재직 중 압달라 부카람 대통령의 탄핵으로 임시 대통령으로 내정되었는데, 문제는 로살리아 아르테아가 부통령이 자신이 진짜 대통령이라고 주장하면서 정치 위기를 초래하였다. 이 때문에 아르테아가가 새 대통령으로 취임했으나, 이틀만에 알라르콘이 다시 취임하게 됐다. 이후 1998년 초에 치러진 조기 대통령 선거에 출마하지 않고, 1년 남짓의 임기를 마무리했다. 1999년 부패 혐의로 체포되었으나 풀려났다. 알파로 급진전선 소속으로, 현재 정부로부터 연간 38,800 달러의 종신연금을 받으며 생활하고 있는 중이다.